# Бобровець (Лодзинське воєводство)
Бобровець (пол. Bobrowiec) — село в Польщі, у гміні Жечиця Томашовського повіту Лодзинського воєводства.
Населення — 244 особи (2011).
У 1975-1998 роках село належало до Пйотрковського воєводства.

## Демографія
Демографічна структура станом на 31 березня 2011 року:
|          | Загалом | Допрацездатний вік | Працездатний вік | Постпрацездатний вік |
| -------- | ------- | ------------------ | ---------------- | -------------------- |
| Чоловіки | 129     | 27                 | 78               | 24                   |
| Жінки    | 115     | 20                 | 63               | 32                   |
| Разом    | 244     | 47                 | 141              | 56                   |